# Neusticomys
Neusticomys är ett släkte hamsterartade gnagare med cirka fem arter som förekommer i Sydamerika.

## Beskrivning
Dessa gnagare påminner om vanliga möss med stora fötter. De når en kroppslängd (huvud och bål) av 10 till 13 cm, en svanslängd av 8 till 11 cm och en vikt omkring 40 gram. Den torra pälsen är på ovansidan brun till svartaktig och vid buken lite ljusare i samma färg. Vid bakfötterna finns styva hår. Öronen är inte gömda i pälsen.
Habitatet utgörs av tropiska regnskogar där Neusticomys  vistas nära vattendrag. Regionen ligger 300 till 2 300 meter över havet. Troligen utgörs födan främst av vattenlevande insekter och andra ryggradslösa djur, det engelska namnet "fish-eating rats" är alltså felaktigt. Arternas anpassning till livet i vatten är inte lika bra som hos andra släkten i tribus Ichthyomyini. Fortplantningssättet är nästan okänt. Två honor hittades med en respektive två ungar.

## Arter, utbredning och status
Inom släktet finns mellan fem och sex arter:
- Neusticomys ferreirai beskrevs så sent som 2005, den hittades vid floden Juruena i delstaten Mato Grosso i Brasilien, arten listas av IUCN med kunskapsbrist (DD).
- Neusticomys monticolus lever i västra Colombia och norra Ecuador, den listas som livskraftig (LC).
- Neusticomys mussoi är endemisk för västra Venezuela, den klassificeras som starkt hotad (EN).
- Neusticomys oyapocki lever i Franska Guyana och angränsande delar av Brasilien, listas med kunskapsbrist.
- Neusticomys peruviensis finns i östra Peru, är livskraftig.
- Neusticomys venezuelae har två från varandra skilda utbredningsområden i norra respektive södra Venezuela samt delar av Guyana, listas som sårbar (VU).